# Jahreszeiten – İklimler
Der türkische Spielfilm Jahreszeiten – İklimler (Originaltitel: İklimler) aus dem Jahre 2006 ist ein Beziehungsdrama des Filmautors Nuri Bilge Ceylan. Er schrieb, produzierte und inszenierte den Film und spielte die männliche Hauptrolle, während seine Ehefrau Ebru Ceylan die weibliche Hauptfigur gab. Geschildert wird, über Gesten, Blicke und Details in langen, ruhigen Einstellungen, ein Paar in Trennung, verschlossene Menschen, die sich anderen nicht mitteilen können. Das Werk lief im Wettbewerb der Filmfestspiele von Cannes 2006, wo es den FIPRESCI-Kritikerpreis erhielt.

## Handlung
Der Universitätsdozent İsa und seine in der Produktion von Fernsehserien tätige, jüngere Lebensgefährtin Bahar befinden sich im Sommerurlaub am Meer. Die Beziehung befindet sich in einer Krise. Beim Besichtigen antiker Ruinen und einem Abend mit Freunden kommt es zu Verstimmungen. Am Strand schlägt İsa Bahar vor, für eine Weile getrennt zu leben.
Als İsa und Bahar auf einem Motorroller eine Küstenstraße entlangfahren, verdeckt Bahar ihrem lenkenden Mann die Augen, und sie stürzen. Sie geht allein davon und nimmt am Abend einen Reisebus nach Hause. İsa setzt den Urlaub fort. Es wird Herbst. Bahar weilt bei Dreharbeiten im anatolischen Hochland, während İsa in Istanbul unterrichtet. İsa lässt die Gelegenheit nicht aus, Serap aufzusuchen, mit der er früher liiert war. Serap lässt ihn in ihre Wohnung, wo sich İsa ihr gegenüber aufsässig verhält. Plötzlich packt er sie, die sich heftig wehrt, drückt sie zu Boden, reißt ihr Kleider vom Leib und dringt in sie ein. Am nächsten Abend besucht er sie wieder; vergnügt fordert sie ihn zum Sex auf, doch diesen Abend hat er keine Lust. Inzwischen ist es Winter geworden. İsa kauft eine kleine Spieldose als Geschenk und bringt Fotos vom Sommerurlaub, als er Bahar am verschneiten Drehplatz besucht. Diese reagiert beim Kaffee kühl und lässt die Geschenke liegen. Er folgt ihr kurz darauf in einen Kleinbus, wo er sie weinend vorfindet. Er erklärt, dass er sich geändert habe. Sie bittet ihn, ihr eine Frage ehrlich zu beantworten: Ob er in der Zwischenzeit bei Serap gewesen sei? Er verneint. Die Equipe bricht auf, İsa bleibt in seinem Hotelzimmer. Für den nächsten Tag hat er einen Ferienflug gebucht. In der Nacht klopft Bahar bei ihm an und legt sich auf das Bett. İsa legt sich daneben und sie schlafen ein. Am Morgen ist sie heiter und berichtet von ihren Träumen, doch İsa schenkt ihren Worten kaum Beachtung. Sie kehrt zu ihrer Arbeit zurück. Eine Aufnahme muss wiederholt werden, weil ein Flugzeug die gedrehte Szene übertönt. Bahar sieht dem Flugzeug kurz nach.

## Hintergrund
Der Originaltitel İklimler bedeutet wörtlich nicht „Jahreszeiten“, sondern „Klimata“. Die Handlung spielt sich im Sommer, Herbst und Winter ab, hingegen ist die vierte Jahreszeit nur präsent im Namen der Protagonistin, Bahar, der auf Türkisch Frühling bedeutet.
Der erste Teil des Films ist im Küstenort Kaş angesiedelt, der winterliche Teil im östlichen Ağrı. Beim Gebäude, das in der letzten Sequenz in der Landschaft zu sehen ist, handelt es sich um den Ishak-Pascha-Palast, unweit der Grenze zum Iran.

## Kritiken
Zu den Darstellerleistungen hieß es, die Rollen würden „souverän gespielt“, und das Wagnis, dass Ceylan und seine Frau die Hauptrollen selber übernommen haben, sei „jederzeit gerechtfertigt“. Vielleicht sei es für sie so etwas wie Exorzismus, ein Paar in Trennung zu spielen. Es weckte auch Bewunderung: „Was für eine Liebe, die so gültig von der Auflösung der Liebe erzählen kann!“ Die Großaufnahmen auf Ebru Ceylans Gesicht in der ersten und der letzten Einstellung wurden zudem als „Liebeserklärung des Regisseurs an seine Frau“ gedeutet. Über den Stil hieß es: „Im Unterschied zu vielen anderen Regisseuren der Gegenwart braucht er keine wackelnde Handkamera, um authentisch zu wirken.“ Man hob die „sorgfältigen“, „präzise komponierten Einstellungen“ hervor, die Wichtigkeit der „exakten Bildkomposition“. Eingestuft wurden die Bilder als „berückend“ oder „kraftvoll, wenn auch bisweilen allzu leicht durchschaubar“. Manche Randdetails erhielten ein enormes Gewicht, und auch kleine Geräusche hätten eine Bedeutung.
Wer die erste spontane Abneigung gegen einen Film über so Quälendes wie eine Trennung überwinde, werde „reichlich entlohnt“, versprach Barbara Schweizerhof in der Welt. Denn Ceylans Regie biete eine „unglaubliche Genauigkeit und atmosphärische Dichte“. In der Frankfurter Allgemeinen Zeitung schrieb Michael Althen, Ceylan erzähle mit „Meisterschaft und […] Selbstbewusstsein“. Einerseits „wunderbar melancholisch“, verkläre der Film die Melancholiker nicht. Der Protagonist sei „von einer Ungeduld des Herzens angetrieben, die sein Interesse am Gegenüber schnell erlahmen lässt und nur von Widerständen entflammt wird.“ Den „in seiner bestechenden Bildsprache so überwältigenden Film“ lobte Josef Lederle im film-dienst etwa für den „raffinierten Wechsel“ aus einer subjektiven Darstellung in einen Dialog, der den Bruch zwischen „gefühlter Einsamkeit und realer Vereinzelung“ markiere. İsas innerer Antrieb bleibe verborgen, „nur seine Lebenslügen und Sackgassen, in denen er sich verliert, sind der Deutung einigermaßen zugänglich.“ Dem in seiner Existenz eingesperrten Protagonisten setze Ceylan „eindringliche Naturdarstellungen“ und muntere Nebenfiguren entgegen, meinte der taz-Kritiker Dietmar Kammerer. Daher folge der Film „der introvertierten Perspektive seines Antihelden und führt zugleich über sie hinaus.“
Für Rainer Gansera von der Süddeutschen Zeitung war das Werk „nicht einfach deprimierendes Trennungstheater, sondern subtilste Porträtkunst und Gefühlserforschung.“ Ceylan könne seinem Film „eine meditative Konzentration und physische Direktheit verleihen, sodass die Gefühle auf der Haut spürbar werden.“ Obwohl İsa nicht sympathisch sei, sondern arrogant und kalt, und „zwischen Zynismus und Selbstverachtung“ schwanke, gewinne er „wie auch die unergründlich verschlossene Bahar unser Interesse und Mitgefühl ganz und gar. Geheimnisvoller Zauber eines unnachsichtig wahrhaftigen Films.“ An dieser Unergründlichkeit störte sich Raimund Gerz von epd Film. Zwar zeige Ceylan die Einsamkeit und Melancholie der Figuren, dringe aber nicht zu den Ursachen vor; diese „konsequente Außenansicht“ mache das Werk zu einer „eher schweren Kinokost“. Zudem sei die Erzählung über weite Teile vorhersehbar.
Im Einzelnen waren die Wertungen in den Kritiken:
| epd Film                  | Kraftvolle, exakt komponierte Bilder; Figuren ohne Innensicht und Entwicklung, oft vorhersehbar.   |
| film-dienst               | In seiner bestechenden Bildsprache überwältigender Film; äußerst konzentriert inszeniert.          |
| Frankfurter Allgemeine Z. | Mit Meisterschaft erzählt; Ceylan ein großer Stilist; berückende Bilder; überzeugende Darsteller.  |
| Süddeutsche Zeitung       | Subtilste, eindringliche Gefühlserforschung; Gefühle spürbar, Darsteller souverän, Bilder präzise. |
| Der Tagesspiegel          | Wach und kühl erzählt; sorgfältige Bilder; Ebru Ceylan spielt großartig.                           |
| die tageszeitung          | Präzise strukturierte Erzählung; eindringliche Naturdarstellungen; Humor.                          |
| Die Welt                  | Unglaublich genau und atmosphärisch dich inszeniert; authentisch; Publikum wird reich entlohnt.    |